# Senaat (Rome)

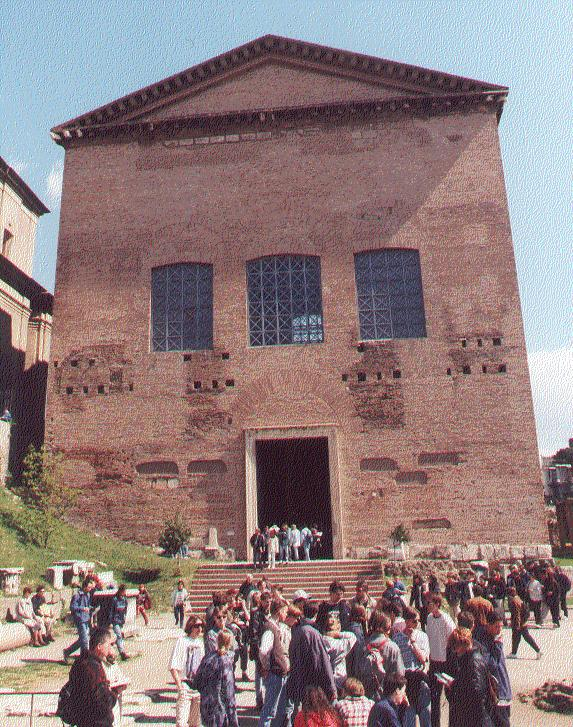
De "Curia Iulia" op het Forum Romanum, de vergaderplaats van de senaat

De senaat (Latijn: senatus) was een college van 100 tot 900 senatoren die het Romeinse staatshoofd assisteerden tijdens de periode van het Romeinse Rijk.

## Inleiding
Deze assisterende raad, bestaande uit mannelijke senioren die vaak magistraten waren, werd gekozen door de consuls, en later door de censoren. Het Latijnse woord voor senaat, senatus is afgeleid van senex, dat 'oude' man betekent. Letterlijk betekent 'senaat' zoiets als 'raad van ouderen'. De Romeinse senaat was een politieke instelling in het oude Rome en was een van de langst in functie zijnde instellingen in de Romeinse geschiedenis, opgericht in de eerste dagen van de stad (traditioneel gesticht in 753 v. Chr.) De Senaat overleefde de val van de Romeinse koningen in 509 voor Christus, de val van de Romeinse Republiek in de 1e eeuw voor Christus, de splitsing van het Romeinse Rijk in 395 na Christus, de val van het West-Romeinse Rijk in 476 na Christus, en de barbaarse heerschappij over Rome in de 5e, 6e en 7e eeuw. De Senaat van het West-Romeinse Rijk bleef werken tot 603 na Christus.

## Geschiedenis
Tijdens de dagen van het koninkrijk, was het weinig meer dan een adviesorgaan aan de koning. De laatste koning van Rome, de tiran Lucius Tarquinius Superbus, werd ten val gebracht na een staatsgreep onder leiding van Lucius Junius Brutus. Tijdens het begin van de republiek was de senaat politiek zwak, terwijl de uitvoerende magistraten vrij machtig waren. De overgang van monarchie naar constitutionele orde was waarschijnlijk geleidelijk. Het duurde meerdere generaties voordat de senaat in staat was om zich te doen gelden over de uitvoerende magistraten.
Ten tijde van de Romeinse Republiek, afgeleid van het Latijnse "res publica" wat iets als zaak van het publiek (volk) betekent, stond de senaat op het hoogtepunt van zijn macht en was hij het enige bestuurlijke en regerende orgaan en was een decreet van de senaat of Senatus consultum (afgekort S C) in de praktijk gelijk aan een wet. Strikt genomen was het slechts een aanbeveling die door de volksvertegenwoordigingen moest worden goedgekeurd. Dit werd aangegeven met de term Senatus Populusque Romanus (=senaat en volk van Rome) afgekort S.P.Q.R. Tegen het midden van de Republikeinse periode was de senaat de machtigste instelling. De late Republiek zag een afzwakking van de macht van de Senaat, die begon na de hervormingen van de tribunen Tiberius en Gaius Sempronius Gracchus. Het aantal senatoren werd uitgebreid van ongeveer honderd in de beginperiode tot ongeveer 900 man ten tijde van Julius Caesar.
Door de legerhervormingen van Marius in de 2e eeuw v.Chr. ontstond een betaald beroepsleger, en degene die hen betaalde - meestal de legeraanvoerder zelf - werd natuurlijk door zijn manschappen gevolgd. Hierdoor werd de eigenlijke machtsbasis in de republiek overgeheveld naar het leger en begon een onrustige periode wegens de elkaar de macht betwistende legeraanvoerders. Tijdens deze 'burgeroorlogen' in de 1e eeuw v.Chr. verloor de Senaat dan ook veel van zijn macht en status aan de elkaar bevechtende generaals, vooral toen ze - min of meer gedwongen - Julius Caesar tot 'dictator voor het leven' benoemde. 
Onder Augustus, die het Principaat instelde, werd het aantal senatoren weer teruggebracht tot 600 en werd de prestigieuze status van de senaat weer in ere hersteld. De werkelijke macht bleef weliswaar bij het leger. Bij sommige keuzes van de keizers in het vroege imperium was de senaat af en toe nog van invloed. Na de constitutionele hervormingen van keizer Diocletianus werd de senaat politiek irrelevant en had hij nooit meer de macht die hij ooit had. Toen de zetel van de regering werd overgebracht van Rome naar Constantinopel, werd de senaat gereduceerd tot een gemeentelijke instelling. Dit beeld werd versterkt toen keizer Constantius II een extra senaat creëerde in Constantinopel. Na de val van het West-Romeinse Rijk in 476 functioneerde de senaat in het westen een tijd onder de barbaarse heerschappij, maar zijn invloed was meestal beperkt tot de stad Rome zelf. De senaat was dus meer een 'gemeenteraad' van Rome geworden, alvorens in ere te worden hersteld na de herovering van een groot deel van de voormalige West-Romeinse Rijksdelen tijdens de regering van Justinianus I. De laatste senaatshandelingen die bekend zijn was toen ze in 578 en 580 een afvaardiging stuurde naar het Keizerlijke Hof in Constantinopel.
Volgens de legenden was de senaat in het jaar 800 nog aanwezig bij de kroning van Karel de Grote tot nieuwe 'keizer van het West-Romeinse Rijk' maar hiervan zijn geen onbetwiste bewijzen overgeleverd. Sommigen beweren dat de huidige senaat in Rome rechtstreeks afstamt van die uit het Romeinse Rijk, en hoewel dit misschien best zo kan zijn, zijn hiervoor evenmin echte bewijzen overgeleverd. De Oost-Senaat overleefde in Constantinopel totdat deze oude instelling er uiteindelijk ook verdween met de Val van Constantinopel in 1453.

## Kunst
In de Romeinse kunst en op munten wordt de senaat vaak afgebeeld als Genius senatus, de 'bezieling van de senaat', die werd gesymboliseerd door een oudere man met baard, gekleed in toga met scepter en boekenrol of lauwertak.